# Mayday (Notruf)
Mayday ist das internationale Notsignal im Sprechfunk. Es wird weltweit im mobilen Seefunkdienst, mobilen Flugfunkdienst und im BOS-Funkdienst verwendet und hat im Funkverkehr oberste Priorität.

## Ursprung

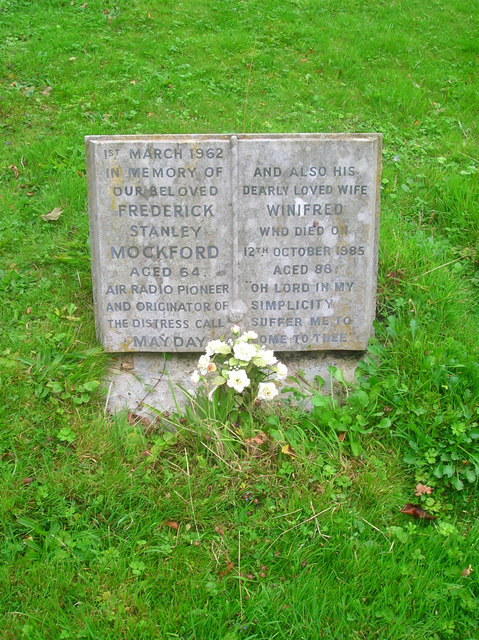
Das Grabmal von Frederick Mockford

Der Ausdruck Mayday wird weitläufig Frederick Stanley Mockford (1897–1962) zugeschrieben, der als leitender Funkoffizier am Flughafen London-Croydon mit starker Verbindung zum Flughafen Le Bourget nahe Paris gebeten worden sein soll, ein Wort zu finden, das einerseits eine Notlage anzeigte, andererseits aber auch von jedem, Piloten und Bodenpersonal, gleichermaßen sicher verstanden würde. Wie eine Reihe anderer Zeichen im internationalen Kommunikationswesen, etwa Pan-pan und Sécurité, wird auch Mayday auf das Französische zurückgeführt: Die Schreibung, welche im Englischen die Interpretation als ‚Maifeiertag‘ nahelegt, wird dabei als phonetische Wiedergabe eines Hilferufs [mede], und dieser entweder als jussiver Infinitiv M’aider, möglicherweise verkürzt aus Venez m’aider! ‚Kommt mir helfen!‘ oder als Imperativ M’aidez! ‚Helft mir!‘ aufgefasst.

## Seefahrt
Das Sprechfunk-Notzeichen MAYDAY zeigt einen Seenotfall an und leitet die Seenotmeldung ein. Seenotfall bedeutet, dass ein Wasserfahrzeug auf See in Not oder eine Person in Lebensgefahr ist und sofortige Hilfe benötigt.

### Beispiele für Seenotfälle
Wassereinbruch mit akut drohendem Sinken; Überfall durch Piraten; Kollision mit drohendem Sinken; Strandung mit drohendem Sinken; Schlagseite mit drohendem Sinken; Feuer an Bord; Mann über Bord; manövrierunfähiges Treiben mit drohender gefährlicher Strandung oder Kollision, Querschlagen und Kentern durch Brecher. Ob ein Seenotfall vorliegt, entscheidet der verantwortliche Schiffsführer nach seiner subjektiven Sicht. Objektiv gesehen kann das Vorliegen eines Notfalls von der Erfahrung der Crew und der Ausrüstung des Schiffes abhängen.

### Alarmierung
Im Seefunk erfolgt der Seenotverkehr über folgende Medien:
- UKW-DSC Kanal 70 (156,525 MHz) (nur digitaler Selektivruf)
- UKW Kanal 16 (156,80 MHz) (gesprochene Meldung)
- GW/KW-DSC
- 2182 kHz (Grenzwelle)
- 4125, 6215, 8291, 12290, 16420 kHz (Kurzwelle), ggf. auf dem Arbeitskanal einer Küstenfunkstelle

Notrufe in Küstennähe oder via Satellitentelefon können auch erfolgen über
- Telefon +49-421-53687-0 (Seenotrettungsleitstelle der DGzRS in Bremen)
- Kurzwahl 124 124 aus allen deutschen Mobilfunknetzen (nur von See oder in Küstennähe aus deutschen Mobilfunknetzen)[7]

### DSC-Funk

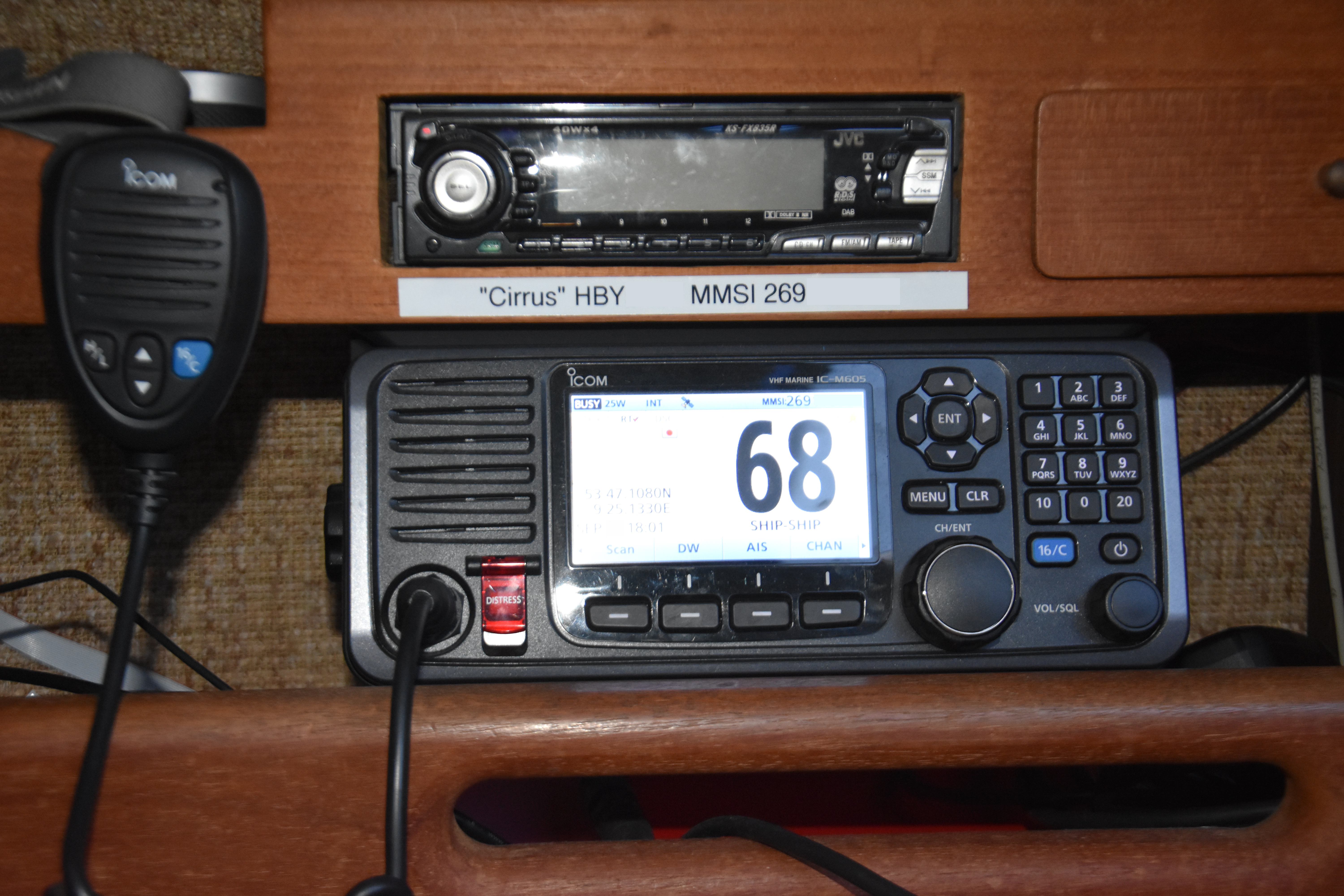
Modernes UKW-Funkgerät mit gut sichtbarer Distress-Taste unter einer roten Abdeckklappe

Heute erfolgt der Notruf meist über ein DSC-Gerät und nach den Regeln der Vollzugsordnung für den Funkdienst (VO Funk). Neben den ausrüstungspflichtigen Schiffen (SOLAS) verfügen mittlerweile alle modernen Charterschiffe über ein UKW-Gerät mit DSC-Controller.
Die Notruftaste ist meist mit „Distress“ in rot beschriftet und unter einer Abdeckklappe vor Falschauslösung geschützt. Als weitere Sicherung muss sie bei einigen Geräten mehrere Sekunden ununterbrochen gedrückt werden.
Das Funksystem sendet eine digitale Seenotalarmierung mit folgendem Inhalt:
- MMSI des Schiffes
- Position des Schiffes - moderne Funkgeräte haben deswegen einen GNSS-Empfänger eingebaut, bei älteren musste ein externer NMEA-Empfänger angeschlossen werden
- Art des Notfalls (englisch: Man over board, Pirates attack, Ship sinking, Fire etc.)

### Notmeldung
Dem DSC-Notalarm folgt dann der Notanruf, gefolgt von der eigentlichen Notmeldung über Sprechfunk:
| Vorlage                                                                                              | Beispiel |
| --- | --- |
| Notanruf Mayday Mayday Mayday This is …………………… (Schiffsname - 3-mal -, Rufzeichen und MMSI)          | Mayday Mayday Mayday This is Yacht Holiday Holiday Holiday HBY2384 269787381                                                       |
| Notmeldung Mayday ........................ (Schiffsname, Rufzeichen und MMSI)                        | Mayday Yacht Holiday HBY2384 269787381                                                                                             |
| Position _ _ Degrees _ _ Decimal _ Minutes North/South _ _ _ Degrees _ _ Decimal _ Minutes East/West | Position 49 Degrees 54 Decimal 3 Minutes North 005 Degrees 13 Decimal 7 Minutes West (oder) 5 nautical miles south of Lizard Point |
| at _ _ _ _ UTC                                                                                       | at 0815 UTC |
| (Art des Notfalls) (Art der gewünschten Hilfe) (Weitere Angaben)                                     | Yacht is sinking Require urgent assistance 4 Persons on board. White hull with red stripes and dark sails.                         |
| Over                                                                                                 | Over |
Sämtliche Zahlen – sowie Buchstaben in Rufzeichen – werden einzeln buchstabiert. Um Verwechslungen zu vermeiden, werden Breitengrade immer zweistellig, Längengrade immer dreistellig angegeben. Die obige Beispiel-Längenangabe wird also als „Zero-Zero-Five Degrees, One-Three Decimal Seven Minutes West“ gesprochen.

### Sprechfunk ohne DSC
Im Non-GMDSS Funkverkehr erfolgen der Notanruf und die Notmeldung in gleicher Weise, nur dass die MMSI weggelassen wird, weil sie zuvor nicht per DSC gesendet wurde. Dies gilt in gleicher Weise auch für Dringlichkeits- und Sicherheitsmeldungen.

### Empfang eines Notrufes
Der Empfang eines Notrufs wird über GMDSS in der Regel von Küstenfunkstellen und/oder MRCC-Seenotleitstellen mit der digital übertragenen Meldung <DISTRESS ACKNOWLEDGE> bestätigt. Diese übernimmt dann die Koordination aller weiteren Aktionen.
Im Non-DSC-Sprechfunk wird der Empfang eines Notrufs mit RECEIVED MAYDAY bestätigt. Die Bestätigung erfolgt normalerweise ebenfalls durch eine Seenotleitstelle. Eine Bestätigung durch eine andere Funkstelle soll nur erfolgen, wenn
- die Seefunkstelle von der Landfunkstelle dazu aufgefordert wird (weil die Landfunkstelle den Havaristen nicht direkt erreicht)
- während fünf Minuten keine Bestätigung einer Landfunkstelle eingetroffen ist
- keine andere Kommunikation mit dem Schiff in Not festgestellt wird.

Auf Kurzwelle senden Schiffe nie eine Empfangsbestätigung über DSC, sondern ggf. nur per Radiotelefonie.
| Vorlage                                                                             | Beispiel                                         |
| ----------------------------------------------------------------------------------- | ------------------------------------------------ |
| Empfangsbestätigung Mayday (Name des Schiffes in Not) (oder Rufzeichen) (oder MMSI) | Mayday Yacht Holiday oder HBY2384 oder 269787381 |
| This is (Eigener Schiffsname, Rufzeichen und MMSI)                                  | This is Yacht Helpful HBY3412 269976123          |
| Received Mayday                                                                     | Received Mayday                                  |
Das Signalwort Mayday wird vor jeder Emission verwendet, die im Zusammenhang mit dem Notverkehr steht.

### Funkstille
Ein Notruf hat Vorrang vor jedem anderen Funkverkehr. Ein Havarist oder die leitende Stelle des Notverkehrs kann während eines laufenden Notverkehrs Funkstille mit dem Ruf SILENCE MAYDAY verlangen. Wie viele Schlüsselwörter des Funks ist auch der Ursprung von SILENCE französisch und sollte entsprechend ausgesprochen werden. (Das französische «Silence!» bedeutet „Ruhe!“.) Die Funkstille kann mit SILENCE FINI aufgehoben werden.

### Einen Notruf weiterleiten
Als MAYDAY RELAY bezeichnet man die Weitergabe eines Notrufs im Namen eines anderen Schiffes. Dies wird oft von Küstenfunkstellen verwendet, wenn sie Schiffe in der Nähe auffordern wollen, dem Havaristen zu Hilfe zu kommen. Die Küstenfunkstelle hat oft die bessere Kommunikationsinfrastruktur als ein (kleines) Schiff und erreicht mit ihrer Weiterleitung eine größere Zahl von potentiellen Hilfskräften als der Havarist direkt. Umgekehrt kann eine Weiterleitung an die Küstenfunkstelle nötig sein, weil der Havarist außerhalb der direkten Reichweite der Küstenfunkstelle ist oder aber weil die Notlage auf andere Weise als über Funk festgestellt wurde (Beispielsweise Beobachtung von Signalraketen, Rauchtöpfen, Nebelhorn etc.).
Falls möglich, sollte die Weiterleitung des Notrufs per DSC direkt an eine Küstenfunkstelle erfolgen. Diese Funktion wird aber nicht von allen Funkgeräten unterstützt. Auch die Weiterleitung via Radiotelefonie sollte, sofern möglich, direkt an die Küstenfunkstelle gerichtet sein.
| Vorlage | Beispiel |
| --- | --- |
| Anruf zum Weiterleiten einer Notmeldung Mayday Relay Mayday Relay Mayday Relay (Name der angerufenen Station) This is …………………… (Ohne MMSI, da kein DSC-Alarm ausgelöst wurde) | Mayday Relay Mayday Relay Mayday Relay Bremen Rescue Bremen Rescue Bremen Rescue This is Yacht Helpful Helpful Helpful HBY3412 |
| Over | Over |
| Antwort der Küstenfunkstelle Mayday (Name der eigenen Station) This is ……………………                                                                                               | Mayday Yacht Helpful This is Bremen Rescue |
| Go Ahead | Go Ahead |
| Weiterleitung des Notrufs (Name der Küstenfunkstelle) This is …………………… (Schiffsname - 1-mal - und Rufzeichen)                                                                 | Bremen Rescue This is Yacht Helpful HBY3412 |
| Inhalt der Notmeldung We received the following distress message on Channel ……                                                                                                | We received the following distress message on Channel 16 |
| (Inhalt der Meldung) | Mayday Yacht Holiday Holiday Holiday HBY2384 269787381 Position 49 Degrees 54 Decimal 3 Minutes North 005 Degrees 13 Decimal 7 Minutes West at 0815 UTC Yacht is sinking Require urgent assistance 4 Persons on board. White hull with red stripes and dark sails. |
| oder: Eigene Beobachtung Position ……… We observed … | Position 49 Degrees 43 Decimal 50 Minutes North 005 Degrees 13 Decimal 3 Minutes West We observed red flares about 10 nautical miles north of our current position.                                                                                                |
| Over | Over |
Wurde die weiterzuleitende Meldung via Funk aufgezeichnet, wird sie möglichst wörtlich weitergeleitet. Kann die zuständige Küstenfunkstelle nicht erreicht werden, wird der Aufruf an All Stations ausgesendet.

### Einen Notruf aufheben
Sind keine weiteren Hilfsmaßnahmen mehr notwendig, beispielsweise weil der Überbordgegangene wieder aufgenommen werden konnte oder weil ein Alarm versehentlich ausgelöst wurde, kann derjenige, der den Alarm ausgelöst hat, Entwarnung geben:
| Vorlage                                               | Beispiel                                    |
| ----------------------------------------------------- | ------------------------------------------- |
| Annullieren eines Alarms 3× All Stations              | All Stations All Stations All Stations      |
| This is (3× Eigener Schiffsname, Rufzeichen und MMSI) | This is Yacht Holiday HBY2384 269787381     |
| Please cancel my distress alert of _ _ _ _ UTC        | Please cancel my distress alert of 0815 UTC |
| Over                                                  | Over                                        |
Danach sollte für eine gewisse Zeit der Funkverkehr überwacht werden, um auf eventuelle Rückfragen reagieren zu können.

### Rechtliche Konsequenzen
Ein Notruf darf nur auf Anordnung des Schiffsführers erfolgen. Jedes Schiff im Umkreis ist dadurch verpflichtet, Hilfe zu leisten. Erfolgreiche Hilfe kann im Einzelfall eine Kostenpflicht auslösen. Durch das sehr einfache Auslösen eines Notalarms über DSC-Controller kommt es häufig zu kostspieligen Falschalarmen. Seenotmeldungen – eigene und empfangene – und die erfolgten Maßnahmen sind immer im Logbuch festzuhalten.

### Rechtliche Grundlagen
Die Abwicklung des Notverkehrs regeln international die Radio Regulations (VO Funk). Die darin enthaltenen Regelungen werden auf nationaler Ebene in entsprechende Gesetze oder Verordnungen umgesetzt.

## Luftfahrt
Notrufe im Flugfunk werden auf der aktuell benutzten Frequenz oder einer Notruffrequenz gesendet. So wird zum Beispiel die Internationale Notruffrequenz (121,5 MHz; UKW) auf allen kontrollierten Flugplätzen überwacht.
Der Notanruf soll folgendes beinhalten:
- Einleitung mit dem (vorzugsweise dreifachen) Notsignal MAYDAY
- gerufene Bodenfunkstelle
- eigene Funkrufkennung (obligatorisch), z. B. „D-EFSR“ oder „Disaster Airlines 123“

Die darauf folgende Notmeldung soll folgende Angaben enthalten:
- Art der Notlage, z. B. „Motorausfall“; „VFR-Pilot in IMC“; „verirrt“; „Druckverlust in der Kabine“
- Absichten des Luftfahrzeugführers, z. B. Notlandung
- Art der gewünschten Hilfe, z. B. „Request radar vectors“; „Request QDM“; „den Luftraum nach Süden freihalten“
- Angaben über Position, Kurs und Flughöhe

In der Praxis ist jedoch zu beachten, dass der Pilot den Notruf individuell gestalten darf und ihn so übermitteln kann, wie er es für eine schnelle Problemlösung für angemessen hält.
Ein Notruf sollte nicht zu spät abgesetzt werden, auch wenn er seinen Ursprung in einem Fehler oder Irrtum des Piloten hat. Er kann auch wieder zurückgezogen werden.
Die Flugsicherung wird bei Bedarf die SAR-Aktionen einleiten.
Wenn kein diskreter Transpondercode geschaltet ist, sollte zusätzlich zum Notruf der Transponder auf den Notrufcode 7700 geschaltet werden. Daran kann der Pilot auch von der Bodenfunkstelle erinnert werden („Squawk 7700“). Das markiert das Flugzeug auf dem Radarschirm der Flugsicherung mit einem zusätzlichen Symbol (z. B. einem Stern).
Falls das Funkgerät ausgefallen ist (oder dieser Verdacht besteht), kann ein Notruf auch durch das alleinige Schalten des Transpondercodes 7600 abgesetzt werden.
Die in Not geratene und die den Notverkehr steuernde Funkstelle können mit der Anordnung HALTEN SIE FUNKSTILLE MAYDAY / STOP TRANSMITTING MAYDAY allen oder bestimmten anderen Funkstellen Funkstille auferlegen. Nach Beendigung des Luftnotfalls wird die Flugsicherung die Frequenz wieder für den allgemeinen Sprechfunk freigeben.

## BOS-Funk, Atemschutzeinsatz
Im Einsatz unter Atemschutz machen in Not geratene Einsatzkräfte von Feuerwehr, THW und anderen BOS-Organisationen durch das Geben eines Maydayrufs auf eine Notlage aufmerksam. Diese kann beispielsweise der Ausfall der Atemschutztechnik, ein medizinischer Notfall oder der Verlust der Orientierung sein.
Der in Not geratene Trupp meldet sich gemäß Feuerwehr-Dienstvorschrift FwDV 7 nach folgendem Schema über DMO Digital oder 2m Analog BOS-Funk:
„MAYDAY, MAYDAY, MAYDAY
Hier <Funkrufname* > (*in der Praxis meist die ‚Truppbezeichnung‘ (z. B. Angriffstrupp 21/1))
<Standort>
<Lage>
MAYDAY kommen.“
Sobald ein Trupp den MAYDAY Ruf absetzt, ist der gesamte restliche Funkverkehr auf der betreffenden Rufgruppe/Kanal einzustellen, um ein vollständiges Absetzen des Notrufes und ungestörte Rückfragen seitens der Führungskraft zu ermöglichen. Durch die gegebenen Informationen weiß der zu Hilfe eilende Sicherungstrupp, wo sich der in Not geratene Trupp befindet und was ihm geschehen ist.
Für Übungen wird empfohlen, auf die Verwendung des Wortes MAYDAY zu verzichten um eventuell auftretende Realnotfälle nicht zu verzögern/zu übersehen. Stattdessen sollte das Wort MAYDAY durch den Begriff „Zur Übung“ ersetzt werden, ähnlich wie es auch bei der Bundeswehr, insbesondere der Marine, gehandhabt wird.
Die inzwischen weit verbreiteten digitalen BOS-Funkgeräte verfügen über eine Notruftaste, diese schaltet das Funkgerät in den sogenannten „Notruf-Modus“. Das betreffende Funkgerät hat nun Sprechpriorität gegenüber allen anderen Sprechstellen und wird je nach Konfiguration für eine bestimmte Zeit (ca. 30 Sekunden) auf dauerhaftes Senden geschaltet, um dem Trupp zu ermöglichen, den Notruf ohne dauerhaftes Drücken der Sendetaste abzusetzen. Solange der Notruf-Modus nicht manuell zurückgesetzt wird, haben weiterhin alle Funksprüche des betreffenden Gerätes Priorität gegenüber allen anderen Sprechstellen.
Im sogenannten TMO-Betrieb (Trunked Mode Operation), der zur Kommunikation mit weit entfernten Sprechstellen (z. B. Leitstelle) dient, sendet das Digitalfunkgerät beim Druck auf die Notruftaste weitere Informationen, wie z. B. GPS-Position des Funkgerätes, an die Leitstelle. Dies dient dazu, eine schnellere Hilfeleistung zu ermöglichen.